# 後藤聖子
後藤 聖子（ごとう しょうこ、1985年1月18日 - ）は、日本の元AV女優。
宮崎県出身。
身長160cm、スリーサイズ：B110 (J-75) cm、W64cm、H95cm。血液型はA型。

## 略歴
2004年頃にAVデビュー。

## 作品

### アダルトビデオ
2004年
- たわわな19歳（9月18日、クリスタル映像）
- 爆乳進化論（11月5日、クリスタル映像）
- 女乳（12月3日、クリスタル映像）
- 爆乳家庭教師（12月25日、クリスタル映像）

2005年
- A級乳犯（1月30日、クリスタル映像）
- コスプレ召使い（2月26日、クリスタル映像）
- 変態志願（3月12日、クリスタル映像）
- FETISH WORLD（4月22日、クリスタル映像）
- GOGOハレンチ娘（5月29日、クリスタル映像）
- 顔面シャワーエレクト10 PART28（12月9日、クリスタル映像）
- SUPER Re-MIX 後藤聖子 THE BEST 大総集編（12月23日、クリスタル映像）

2006年
- コスプレ召使い THE BEST（1月27日、クリスタル映像）
- 女乳 THE BEST おっぱいパフェを召し上がれ（4月28日、クリスタル映像）
- 潮吹きFUCK G14+2 PART.5（6月23日、クリスタル映像）
- A級乳犯 THE BEST 2（12月15日、クリスタル映像）